# Georges Bregy
Georges Bregy, född 17 januari 1958, är en schweizisk före detta fotbollstränare och professionell fotbollsspelare som spelade anfallare och mittfältare för fotbollsklubbarna Raron, Sion, Young Boys, Martigny-Sports och Lausanne-Sport mellan 1975 och 1994. Han vann ett ligamästerskap med Young Boys för säsongen 1985–1986 och två schweiziska cuper med Sion (1979–1980 och 1981–1982). Bregy spelade också 54 landslagsmatcher för det schweiziska fotbollslandslaget mellan 1984 och 1994.
Efter den aktiva spelarkarriären tränade han Raron, Lausanne-Sport, Thun, Zürich och Stäfa.